# Championnat du Salvador de football 1978
Navigation
Saison précédente Saison suivante
La Primera División 1978 est la vingt-huitième édition de la première division salvadorienne.
Lors de ce tournoi, le Club Deportivo FAS a conservé son titre de champion du Salvador face aux douze meilleurs clubs salvadoriens.
Chacun des treize clubs participant était confronté deux fois aux douze autres équipes. Puis à la suite de la défection du CD Juventud Olímpica, les douze équipes restantes ont affronté deux fois de plus les cinq équipes de leur groupe. Enfin les quatre meilleurs se sont affrontés lors d'une phase finale à la fin de la saison.
Seulement deux places étaient qualificatives pour la Coupe des champions de la CONCACAF et quatre pour la Coupe de la Fraternité.

## Les 13 clubs participants
| \| Sonsonate : CD Juventud Olímp. CD Sonsonate CD Águila Alianza FC CD Atlético Marte CD Águila CD Dragon Club Deportivo FAS CD Independiente Sonsonate CD Luis Ángel Firpo Alianza FC CD Atlético Marte Once Municipal CD Platense Municipal CD Santiagueño Sonsonate Universidad Barrios \| Localisation des clubs engagés dans le championnat. |
| Sonsonate : CD Juventud Olímp. CD Sonsonate CD Águila Alianza FC CD Atlético Marte CD Águila CD Dragon Club Deportivo FAS CD Independiente Sonsonate CD Luis Ángel Firpo Alianza FC CD Atlético Marte Once Municipal CD Platense Municipal CD Santiagueño Sonsonate Universidad Barrios                                                           |

| Club                               | Stade                          | Capacité          | Ville             |
| CD Águila                          | Stade Juan Francisco Barraza   | 10 000            | San Miguel        |
| Alianza FC                         | Stade Cuscatlán                | 45 925            | San Salvador      |
| CD Dragon                          | Stade Juan Francisco Barraza   | 10 000            | San Miguel        |
| Club Deportivo FAS                 | Stade Oscar Quiteño            | 15 000            | Santa Ana         |
| CD Independiente                   | Stade inconnu                  | Capicité inconnue | San Vicente       |
| CD Juventud Olímpica               | Stade Ana Mercedez             | 8 000             | Sonsonate         |
| CD Luis Ángel Firpo                | Stade Sergio Torres            | 5 000             | Usulután          |
| CD Atlético Marte                  | Stade Cuscatlán                | 45 925            | San Salvador      |
| Once Municipal                     | Stade Simeón Magaña            | 5 000             | Ahuachapán        |
| CD Platense Municipal Zacatecoluca | Stade Antonio Toledo Valle     | Capacité inconnue | Zacatecoluca      |
| CD Santiagueño                     | Stade Leonidas Flores Cárdenas | Capacité inconnue | Santiago de María |
| CD Sonsonate                       | Stade Anna Mercedes Campos     | 8 000             | Sonsonate         |
| Universidad Gerardo Barrios        | Complejo Deportivo España      | Capacité inconnue | Ciudad Barrios    |

## Compétition
La compétition se déroule en trois phases :
- La première phase : les vingt-quatre journées de championnat.
- La seconde phase : les dix journées de championnat entre les équipes ayant fini à une place impaire d'un côté et à une place paire de l'autre.
- La phase finale : les six journées de championnat supplémentaires entre les deux meilleures équipes de chaque groupe.

### Première phase
Lors de la première phase les treize équipes affrontent à deux reprises les douze autres équipes selon un calendrier tiré aléatoirement. 
À la suite de la défection du CD Juventud Olímpica à la moitié du championnat, la seconde phase a consisté à diviser en deux groupes les douze équipes restantes. Les équipes ayant un classement impair d'un côté et les équipes ayant un classement pair de l'autre.
Le classement est établi sur l'ancien barème de points (victoire à 2 points, match nul à 1, défaite à 0).
Le départage final se fait selon les critères suivants :
- Le nombre de points.
- Un match d'appui pour départager les équipes.

#### Classement
| Rang | Équipe                             | Pts | J  | G  | N  | P  | Bp | Bc | Diff |
| ---- | ---------------------------------- | --- | -- | -- | -- | -- | -- | -- | ---- |
| 1    | Club Deportivo FAS (T)             | 38  | 23 | 17 | 4  | 2  | 45 | 24 | +21  |
| 2    | CD Atlético Marte                  | 32  | 23 | 14 | 4  | 5  | 56 | 34 | +22  |
| 3    | Alianza FC                         | 28  | 23 | 9  | 10 | 4  | 35 | 23 | +12  |
| 4    | CD Santiagueño (P)                 | 27  | 23 | 12 | 3  | 8  | 36 | 19 | +17  |
| 5    | CD Independiente                   | 26  | 23 | 9  | 8  | 6  | 39 | 31 | +8   |
| 6    | CD Dragon                          | 23  | 23 | 9  | 5  | 9  | 43 | 41 | +2   |
| 7    | CD Águila                          | 23  | 23 | 8  | 7  | 8  | 37 | 38 | -1   |
| 8    | Once Municipal                     | 19  | 23 | 6  | 7  | 10 | 25 | 39 | -14  |
| 9    | CD Luis Ángel Firpo                | 17  | 23 | 6  | 5  | 12 | 12 | 26 | -14  |
| 10   | Universidad Gerardo Barrios        | 16  | 23 | 6  | 4  | 13 | 30 | 44 | -14  |
| 11   | CD Platense Municipal Zacatecoluca | 16  | 23 | 6  | 4  | 13 | 25 | 44 | -19  |
| 12   | CD Sonsonate                       | 15  | 23 | 6  | 3  | 14 | 25 | 39 | -14  |
| 13   | CD Juventud Olímpica               | 8   | 12 | 2  | 4  | 6  | 14 | 20 | -6   |

| Légende : Qualifications et relégations | Légende : Qualifications et relégations             |
| --------------------------------------- | --------------------------------------------------- |
|                                         | Coupe de la fraternité 1979 (en) (Phase de groupes) |
|                                         | Relégué en Segunda División                         |
|                                         | (T) : Tenant du titre (P) : Promu de la saison 1977 |

### Deuxième phase
Lors de la seconde phase les douze équipes restantes affrontent à deux reprises les cinq autres équipes de leur groupe selon un calendrier tiré aléatoirement. 
Les deux meilleures équipes de chaque groupe sont qualifiées pour la phase finale et les derniers s'affrontent pour éviter la relégation.
Le classement est établi sur l'ancien barème de points (victoire à 2 points, match nul à 1, défaite à 0) et tient compte des résultats de la première phase.
Le départage final se fait selon les critères suivants :
- Le nombre de points.
- Le classement de la première phase.

#### Classement
| Rang | Équipe                             | Pts | J  | G  | N  | P  | Bp | Bc | Diff |
| ---- | ---------------------------------- | --- | -- | -- | -- | -- | -- | -- | ---- |
| 1    | Club Deportivo FAS (T)             | 52  | 33 | 22 | 8  | 3  | 76 | 34 | +42  |
| 2    | Alianza FC                         | 39  | 33 | 13 | 13 | 7  | 46 | 34 | +12  |
| 3    | CD Independiente                   | 39  | 33 | 14 | 11 | 8  | 60 | 44 | +16  |
| 4    | CD Águila                          | 30  | 33 | 12 | 6  | 15 | 59 | 63 | -4   |
| 5    | CD Luis Ángel Firpo                | 26  | 33 | 8  | 10 | 15 | 17 | 33 | -16  |
| 6    | CD Platense Municipal Zacatecoluca | 22  | 33 | 8  | 6  | 19 | 35 | 65 | -30  |

| Rang | Équipe                      | Pts | J  | G  | N | P  | Bp | Bc | Diff |
| ---- | --------------------------- | --- | -- | -- | - | -- | -- | -- | ---- |
| 1    | CD Atlético Marte           | 48  | 33 | 21 | 6 | 6  | 81 | 43 | +38  |
| 2    | CD Santiagueño (P)          | 38  | 33 | 15 | 8 | 10 | 50 | 29 | +21  |
| 3    | CD Dragon                   | 29  | 33 | 10 | 9 | 14 | 47 | 55 | -8   |
| 4    | Once Municipal              | 29  | 33 | 10 | 9 | 14 | 38 | 52 | -14  |
| 5    | Universidad Gerardo Barrios | 26  | 33 | 9  | 8 | 16 | 44 | 57 | -13  |
| 6    | CD Sonsonate                | 22  | 33 | 7  | 8 | 18 | 31 | 59 | -28  |

| Légende : Qualifications et relégations | Légende : Qualifications et relégations                    |
| --------------------------------------- | ---------------------------------------------------------- |
|                                         | Qualifié pour la phase finale                              |
|                                         | Qualifié pour le barrage de relégation en Segunda División |
|                                         | (T) : Tenant du titre (P) : Promu de la saison 1977        |

### Barrage de relégation
| Club                  | Aller           | Retour          | Club         | Commentaire |
| CD Platense Municipal | Scores inconnus | Scores inconnus | CD Sonsonate |             |

### La phase finale
Lors de la phase finale les quatre équipes affrontent à deux reprises les trois autres équipes selon un calendrier tiré aléatoirement.
Le classement est établi sur l'ancien barème de points (victoire à 2 points, match nul à 1, défaite à 0).
Le départage final se fait selon les critères suivants :
- Le nombre de points.
- Un match d'appui pour départager les équipes.

#### Classement
| Rang | Équipe                 | Pts | J | G | N | P | Bp | Bc | Diff |
| ---- | ---------------------- | --- | - | - | - | - | -- | -- | ---- |
| 1    | Club Deportivo FAS (T) | 9   | 6 | 3 | 3 | 0 | 10 | 6  | +4   |
| 2    | Alianza FC             | 6   | 6 | 2 | 2 | 2 | 7  | 7  | 0    |
| 3    | CD Atlético Marte      | 5   | 6 | 1 | 3 | 2 | 7  | 9  | -2   |
| 4    | CD Santiagueño (P)     | 4   | 6 | 1 | 2 | 3 | 7  | 9  | -2   |

| Légende : Qualifications et relégations | Légende : Qualifications et relégations                             |
| --------------------------------------- | ------------------------------------------------------------------- |
|                                         | Coupe des champions de la CONCACAF 1979 (Tours d'entrée non connus) |
|                                         | (T) : Tenant du titre (P) : Promu de la saison 1977                 |

## Bilan du tournoi
| Tableau d'Honneur     |                    |
| Compétition           | Vainqueur          |
| Primera División 1978 | Club Deportivo FAS |

| Qualifications continentales 1978-1979 |                                                                |
| Coupe des champions de la CONCACAF     | Qualifiés                                                      |
| Tours d'entrée non connus              | Club Deportivo FAS Alianza FC                                  |
| Coupe de la Fraternité                 | Qualifiés                                                      |
| Phase de groupes (en)                  | Club Deportivo FAS CD Atlético Marte Alianza FC CD Santiagueño |

| Promotions et relégations   |                                   |
| Relégué en Segunda División | CD Juventud Olímpica CD Sonsonate |
| Promu de Segunda División   | CD Chalatenango                   |